# جون إتش برات
جون إتش برات (بالإنجليزية: John H. Pratt)‏ هو قاضي ومحامي أمريكي، ولد في 17 نوفمبر 1910 في بورتسموث في الولايات المتحدة، وتوفي في 11 أغسطس 1995 في تشيفي تشايس ‏ في الولايات المتحدة بسبب سرطان الرئة.